# P.J. Tucker
Anthony Leon Tucker Jr., detto P.J. (Raleigh, 5 maggio 1985), è un cestista statunitense, di ruolo ala grande e ala piccola, professionista in Europa, in Israele e nella NBA.

## Caratteristiche tecniche
È un'ala piccola che può giocare anche come ala grande, molto bravo nella metacampo difensiva, tanto da essere considerato uno dei migliori difensori dell'NBA, ed è un buon tiratore da 3 punti, soprattutto dagli angoli. Abile a difendere sia sui lunghi che sui piccoli, si distingue anche per la tenacia e la fisicità.

## Carriera

### NBA (2006-2007)

#### Toronto Raptors (2006-2007)
Il 27 giugno 2006, durante il Draft NBA 2006, Tucker venne selezionato come 35ª scelta dai Toronto Raptors. Tuttavia Tucker non trovò molto spazio con i canadesi, tanto che venne spedito spesso in D-League ai Colorado 14ers e venne poi tagliato dai Raptors nel marzo 2007.

### Summer League 2007
Dopo essere stato tagliato dai Raptors si aggregò ai Cleveland Cavaliers per giocare la Summer League 2007. Alla fine della manifestazione non venne riconfermato dai Cavs.

### In giro per l'Europa (2007-2012)
Nel 2007 firmò un contratto con l'Hapoel Holon, andando così a giocare in Israele.
Il 29 aprile 2011 venne ingaggiato dalla Sutor Montegranaro per la parte finale del Campionato di Serie A.
Fece il suo esordio in maglia Sutor il 1º maggio contro la Lottomatica Roma contribuendo alla vittoria della sua squadra, realizzando 10 punti e catturando 8 rimbalzi.
Il 29 luglio 2011 andò a giocare in Germania firmando con il Brose Bamberg. In Germania Tucker disputò una grande annata vincendo il Campionato e la Coppa di Germania oltre che l'MVP delle Finals.

### Ritorno in NBA (2012-)

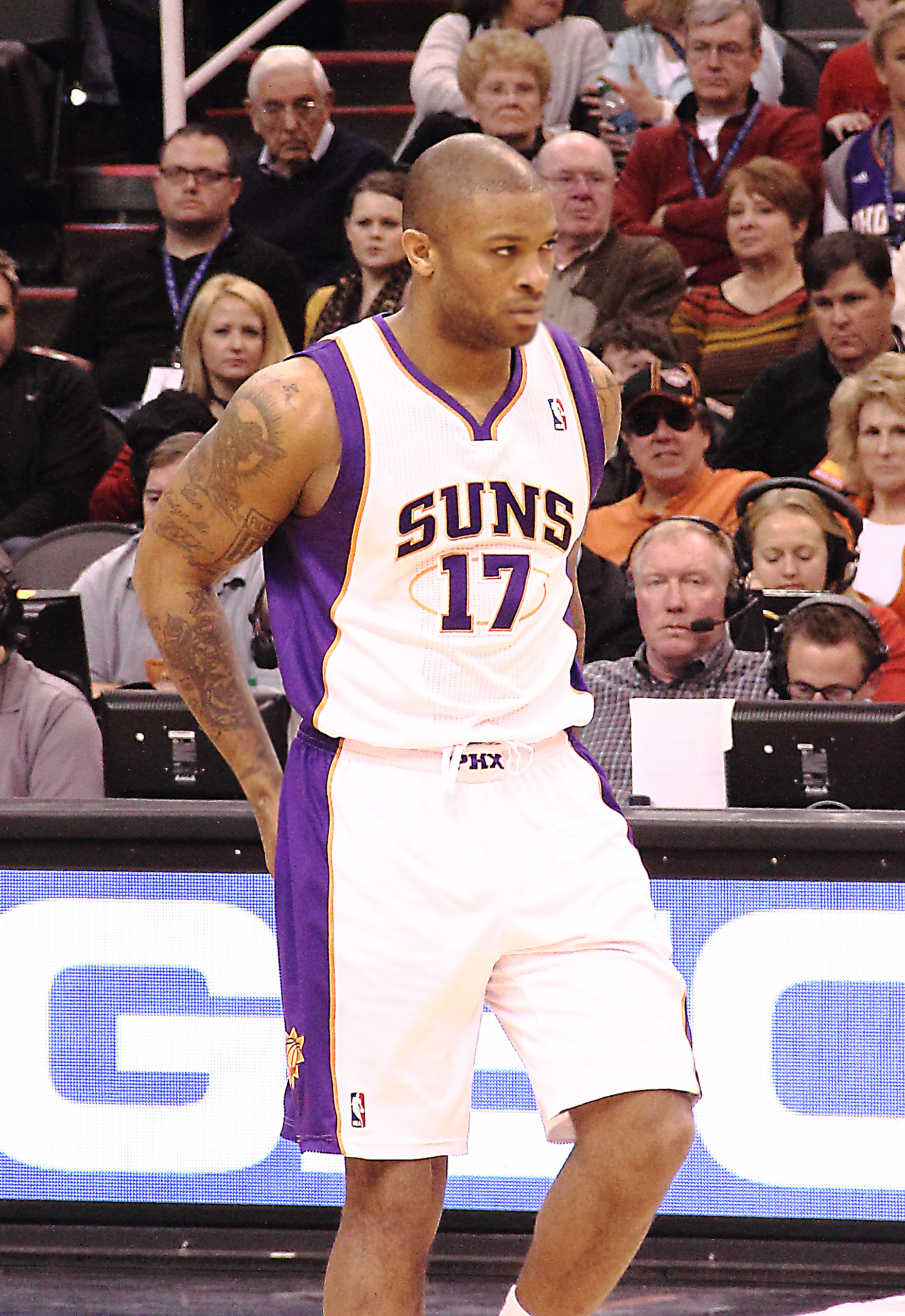
P.J. Tucker ai Phoenix Suns

#### Phoenix Suns (2012-2017)
Dopo non aver rifirmato con il Brose Bamberg andò a giocare in Summer League con i Phoenix Suns. Al termine della manifestazione nonostante si fosse accordato con lo Spartak San Pietroburgo, il 2 Agosto 2012 uscì dal contratto che firmò con la squadra russa per firmare un contratto annuale, con opzione per il secondo anno proprio con i Phoenix Suns, che rimasero ben impressionati dalle sue prestazioni estive facendolo tornare così dopo 5 anni in giro per il mondo a giocare in NBA. A Phoenix Tucker si fece notare subito al debutto in Regular Season segnando 10 punti nella gara persa in casa col punteggio di 87-85 contro i Golden State Warriors. Dopo essere stato titolare a fasi alterne il primo anno, nei 3 successivi fu il titolare della squadra, tanto che nella stagione 2015-2016 giocò tutte le 82 partite della squadra, di cui 80 da titolare. Nel quinto anno a Phoenix Tucker giocò 57 partite, ma solo 17 da titolare per fare spazio all'emergente T.J. Warren, dato da molti in corsa per il MIP. Tuttavia questo fu l'ultimo anno in Arizona per Tucker che in febbraio venne ceduto.

#### Ritorno ai Toronto Raptors (2017)
Il 23 febbraio 2017 durante la trade deadline, i Phoenix Suns scambiarono Tucker ai Toronto Raptors per Jared Sullinger e due scelte future al secondo turno. Tucker tornò così a giocare nella squadra che 11 anni prima lo scelse al Draft e lo fece esordire in NBA. Ai Raptors Tucker ebbe il ruolo di riserva di DeMarre Carroll. Con la franchigia canadese Tucker giocò per la prima volta in carriera nei playoffs NBA. Dopo aver eliminato per 4-2 i Milwaukee Bucks al primo turno, i canadesi uscirono al secondo turno venendo sweepati dai Cleveland Cavaliers futuri finalisti. Tucker comunque disputò delle ottime partite nei playoffs.

#### Houston Rockets (2017-2021)
Dopo non aver rinnovato coi Raptors, il 6 luglio 2017, Tucker firmò un contratto quadriennale da 32 milioni di dollari con gli Houston Rockets.
Al suo debutto con i Rockets, Tucker segna 20 punti nella vittoria 122-121 contro i Golden State Warriors, realizzando due tiri liberi con 44,1 secondi rimasti sul cronometro. Giocò tutte le 82 partite nel corso della stagione regolare (di cui 34 da titolare), venendo impiegato anche da ala grande.
Nelle Western Conference Finals contro Golden State, in gara 2 Tucker segnò il massimo di punti in carriera ai play-off, realizzando 22 punti, e contribuendo a pareggiare la serie a 1-1. I Rockets non riuscirono comunque a raggiungere le finali, perdendo 4-3 contro i campioni in carica.
La stagione successiva diventò titolare della squadra giocando tutte le 82 gare in regular season da titolare.

#### Milwaukee Bucks (2021)
Dopo l'addio di James Harden ai Rockets a Febbraio passa ai Milwaukee Bucks dove ai Playoff 2021 vince prima le Eastern Conference Finals contro gli Atlanta Hawks e successivamente rimonta dallo 0-2 le Finals contro i Phoenix Suns di Chris Paul e Devin Booker vincendo il suo primo titolo NBA.

### Nazionale
Il 6 aprile 2018 venne inserito nei 35 convocati del team USA per il biennio 2018-2020. Venne confermato in rosa tra i pre-convocati in vista del Mondiale 2019 in Cina il 10 giugno dello stesso anno, debuttò anche in occasione di un'amichevole tra nazionali statunitensi il 9 agosto, salvo poi abbandonare il roster per infortunio il 16 agosto.

## Statistiche
| † | Denota le stagioni in cui ha vinto il titolo |

### NCAA
| Anno      | Squadra         | PG | PT | MP   | TC%  | 3P%  | TL%  | RP  | AP  | PRP | SP  | PP   |
| --------- | --------------- | -- | -- | ---- | ---- | ---- | ---- | --- | --- | --- | --- | ---- |
| 2003-2004 | Texas Longhorns | 33 | 16 | 22,5 | 54,7 | -    | 65,0 | 6,8 | 0,8 | 0,9 | 0,2 | 10,4 |
| 2004-2005 | Texas Longhorns | 17 | 16 | 29,4 | 52,6 | 0,0  | 71,6 | 8,0 | 2,2 | 1,2 | 0,2 | 13,7 |
| 2005-2006 | Texas Longhorns | 37 | 37 | 34,5 | 51,5 | 66,7 | 74,7 | 9,5 | 2,9 | 1,8 | 0,4 | 16,1 |
| Carriera  | Carriera        | 87 | 69 | 28,9 | 52,6 | 50,0 | 71,1 | 8,2 | 2,0 | 1,3 | 0,3 | 13,4 |

#### Massimi in carriera
- Massimo di punti: 27 (2 volte)[24]
- Massimo di rimbalzi: 22 vs Texas Tech (6 febbraio 2006)
- Massimo di assist: 7 vs Kansas (25 febbraio 2006)
- Massimo di palle rubate: 6 vs Providence (5 gennaio 2004)
- Massimo di stoppate: 1 (23 volte)
- Massimo di minuti giocati: 44 vs Louisiana State (25 marzo 2006)

### NBA

#### Regular Season
| Anno       | Squadra            | PG  | PT  | MP   | TC%  | 3P%  | TL%  | RP  | AP  | PRP | SP  | PP  |
| ---------- | ------------------ | --- | --- | ---- | ---- | ---- | ---- | --- | --- | --- | --- | --- |
| 2006-2007  | Toronto Raptors    | 17  | 0   | 4,9  | 50,0 | -    | 57,1 | 1,4 | 0,2 | 0,1 | 0,0 | 1,8 |
| 2012-2013  | Phoenix Suns       | 79  | 45  | 24,2 | 47,3 | 31,4 | 74,4 | 4,4 | 1,4 | 0,8 | 0,2 | 6,4 |
| 2013-2014  | Phoenix Suns       | 81  | 81  | 30,7 | 43,1 | 38,7 | 77,6 | 6,5 | 1,7 | 1,4 | 0,3 | 9,4 |
| 2014-2015  | Phoenix Suns       | 78  | 63  | 30,6 | 43,8 | 34,5 | 72,7 | 6,4 | 1,6 | 1,4 | 0,3 | 9,1 |
| 2015-2016  | Phoenix Suns       | 82  | 80  | 31,0 | 41,1 | 33,0 | 74,6 | 6,2 | 2,2 | 1,3 | 0,2 | 8,0 |
| 2016-2017  | Phoenix Suns       | 57  | 17  | 28,5 | 41,5 | 33,8 | 79,2 | 6,0 | 1,3 | 1,5 | 0,2 | 7,0 |
| 2016-2017  | Toronto Raptors    | 24  | 4   | 25,4 | 40,6 | 40,0 | 68,8 | 5,4 | 1,1 | 1,3 | 0,2 | 5,8 |
| 2017-2018  | Houston Rockets    | 82  | 34  | 27,8 | 39,0 | 37,1 | 71,7 | 5,6 | 0,9 | 1,0 | 0,3 | 6,1 |
| 2018-2019  | Houston Rockets    | 82  | 82  | 34,2 | 39,6 | 37,7 | 69,5 | 5,8 | 1,2 | 1,6 | 0,5 | 7,3 |
| 2019-2020  | Houston Rockets    | 72  | 72  | 34,3 | 41,5 | 35,8 | 81,3 | 6,6 | 1,6 | 1,1 | 0,5 | 6,9 |
| 2020-2021† | Houston Rockets    | 32  | 32  | 30,0 | 36,6 | 31,4 | 78,3 | 4,6 | 1,4 | 0,9 | 0,6 | 4,4 |
| 2020-2021† | Milwaukee Bucks    | 20  | 1   | 19,8 | 39,1 | 39,4 | 60,0 | 2,8 | 0,8 | 0,5 | 0,1 | 2,6 |
| 2021-2022  | Miami Heat         | 71  | 70  | 27,9 | 48,4 | 41,5 | 73,8 | 5,5 | 2,1 | 0,8 | 0,2 | 7,6 |
| 2022-2023  | Philadelphia 76ers | 75  | 75  | 25,6 | 42,7 | 39,3 | 82,6 | 3,9 | 0,8 | 0,5 | 0,2 | 3,5 |
| 2023-2024  | Philadelphia 76ers | 3   | 3   | 22,0 | 40,0 | 40,0 | -    | 4,7 | 0,0 | 1,0 | 0,7 | 2,0 |
| 2023-2024  | L.A. Clippers      | 28  | 7   | 15,0 | 35,6 | 36,7 | 100  | 2,5 | 0,6 | 0,5 | 0,2 | 1,6 |
| 2024-2025  | N.Y. Knicks        | 3   | 1   | 19,3 | 42,9 | 50,0 | -    | 2,7 | 0,0 | 0,3 | 0,3 | 3,0 |
| Carriera   | Carriera           | 886 | 667 | 28,2 | 42,5 | 36,6 | 75,0 | 5,4 | 1,4 | 1,1 | 0,3 | 6,6 |

#### Play-off
| Anno     | Squadra            | PG  | PT | MP   | TC%  | 3P%  | TL%  | RP  | AP  | PRP | SP  | PP   |
| -------- | ------------------ | --- | -- | ---- | ---- | ---- | ---- | --- | --- | --- | --- | ---- |
| 2017     | Toronto Raptors    | 10  | 1  | 25,1 | 36,7 | 32,1 | 62,5 | 5,7 | 1,1 | 0,6 | 0,3 | 5,0  |
| 2018     | Houston Rockets    | 17  | 17 | 33,5 | 48,1 | 46,7 | 66,7 | 6,5 | 1,3 | 0,6 | 0,8 | 8,9  |
| 2019     | Houston Rockets    | 11  | 11 | 38,7 | 45,5 | 45,6 | 82,6 | 7,5 | 1,7 | 1,7 | 0,7 | 11,4 |
| 2020     | Houston Rockets    | 12  | 12 | 34,5 | 39,8 | 37,3 | -    | 7,2 | 1,5 | 1,1 | 0,3 | 7,9  |
| 2021†    | Milwaukee Bucks    | 23  | 19 | 29,6 | 38,8 | 32,2 | 75,0 | 4,8 | 1,1 | 1,0 | 0,1 | 4,3  |
| 2022     | Miami Heat         | 18  | 18 | 28,3 | 49,5 | 45,1 | 68,8 | 5,7 | 1,8 | 0,8 | 0,3 | 7,9  |
| 2023     | Philadelphia 76ers | 11  | 11 | 26,7 | 37,3 | 35,0 | 66,7 | 4,5 | 1,5 | 1,2 | 0,3 | 4,9  |
| 2024     | L.A. Clippers      | 2   | 1  | 15,5 | 66,7 | 75,0 | -    | 1,5 | 0,0 | 0,0 | 0,0 | 5,5  |
| 2025     | N.Y. Knicks        | 1   | 0  | 4,0  | -    | -    | -    | 0,0 | 0,0 | 0,0 | 0,0 | 0,0  |
| Carriera | Carriera           | 105 | 90 | 30,3 | 43,6 | 40,4 | 72,2 | 5,7 | 1,4 | 0,9 | 0,4 | 6,9  |

#### Massimi in carriera
- Massimo di punti: 24 vs Houston Rockets (7 aprile 2016)[25]
- Massimo di rimbalzi: 19 vs Sacramento Kings (9 dicembre 2019)
- Massimo di assist: 8 (2 volte)
- Massimo di palle rubate: 7 (2 volte)
- Massimo di stoppate: 4 (2 volte)
- Massimo di minuti giocati: 52 vs San Antonio Spurs (3 dicembre 2019)

### G League
| Anno      | Squadra        | PG | PT | MP   | TC%  | 3P%  | TL%  | RP  | AP  | PRP | SP  | PP   |
| --------- | -------------- | -- | -- | ---- | ---- | ---- | ---- | --- | --- | --- | --- | ---- |
| 2006-2007 | Colorado 14ers | 19 | 12 | 24,2 | 47,2 | 28,6 | 84,6 | 3,4 | 2,1 | 0,7 | 0,2 | 10,7 |
| Carriera  | Carriera       | 19 | 12 | 24,2 | 47,2 | 28,6 | 84,6 | 3,4 | 2,1 | 0,7 | 0,2 | 10,7 |

### Cronologia presenze e punti in Nazionale
| Cronologia completa delle presenze e dei punti in Nazionale - Stati Uniti | Cronologia completa delle presenze e dei punti in Nazionale - Stati Uniti | Cronologia completa delle presenze e dei punti in Nazionale - Stati Uniti | Cronologia completa delle presenze e dei punti in Nazionale - Stati Uniti | Cronologia completa delle presenze e dei punti in Nazionale - Stati Uniti | Cronologia completa delle presenze e dei punti in Nazionale - Stati Uniti | Cronologia completa delle presenze e dei punti in Nazionale - Stati Uniti | Cronologia completa delle presenze e dei punti in Nazionale - Stati Uniti |
| Data                                                                      | Città                                                                     | In casa                                                                   | Risultato                                                                 | Ospiti                                                                    | Competizione                                                              | Punti                                                                     | Note                                                                      |
| ------------------------------------------------------------------------- | ------------------------------------------------------------------------- | ------------------------------------------------------------------------- | ------------------------------------------------------------------------- | ------------------------------------------------------------------------- | ------------------------------------------------------------------------- | ------------------------------------------------------------------------- | ------------------------------------------------------------------------- |
| 9-8-2019                                                                  | Las Vegas                                                                 | Stati Uniti                                                               | 97 - 78                                                                   | Stati Uniti                                                               | Amichevole                                                                | 3                                                                         | [ 22 ]                                                                    |
| Totale                                                                    |                                                                           | Presenze                                                                  | 1                                                                         |                                                                           | Punti                                                                     | 3                                                                         |                                                                           |

## Palmarès

### Squadra
- Campionato israeliano: 1

Hapoel Holon: 2007-08
- Supercoppa tedesca: 1

Brose Bamberg: 2011
- Campionato tedesco: 1

Brose Bamberg: 2011-12
- Coppa di Germania: 1

Brose Bamberg: 2012
- Campionato NBA: 1

Milwaukee Bucks: 2021

### Individuale
- NCAA AP All-America Second Team: 1

2006
- Ligat ha'Al MVP: 1

Hapoel Holon: 2007-08
- Ligat ha'Al MVP finali: 1

Hapoel Holon: 2007-08
- Basketball-Bundesliga MVP finals: 1

Brose Bamberg: 2011-12